# Вонси (Мазовецьке воєводство)
Вонси (пол. Wąsy) — село в Польщі, у гміні Калушин Мінського повіту Мазовецького воєводства.
Населення — 138 осіб (2011).
У 1975-1998 роках село належало до Седлецького воєводства.

## Демографія
Демографічна структура станом на 31 березня 2011 року:
|          | Загалом | Допрацездатний вік | Працездатний вік | Постпрацездатний вік |
| -------- | ------- | ------------------ | ---------------- | -------------------- |
| Чоловіки | 79      | 22                 | 45               | 12                   |
| Жінки    | 59      | 11                 | 28               | 20                   |
| Разом    | 138     | 33                 | 73               | 32                   |